# Rüstkammer der Wartburg

Rüstkammer der Wartburg

Die Rüstkammer der Wartburg beherbergte von 1867 bis 1946 eine wertvolle Sammlung von Waffen aus dem 12. bis 19. Jahrhundert, mit Schwerpunkt 16. Jahrhundert. Die insgesamt 850 historischen Kunstwerke wurden im Februar 1946 von der Roten Armee konfisziert, in die Sowjetunion verbracht und gelten seitdem als verschollen.

## Geschichte

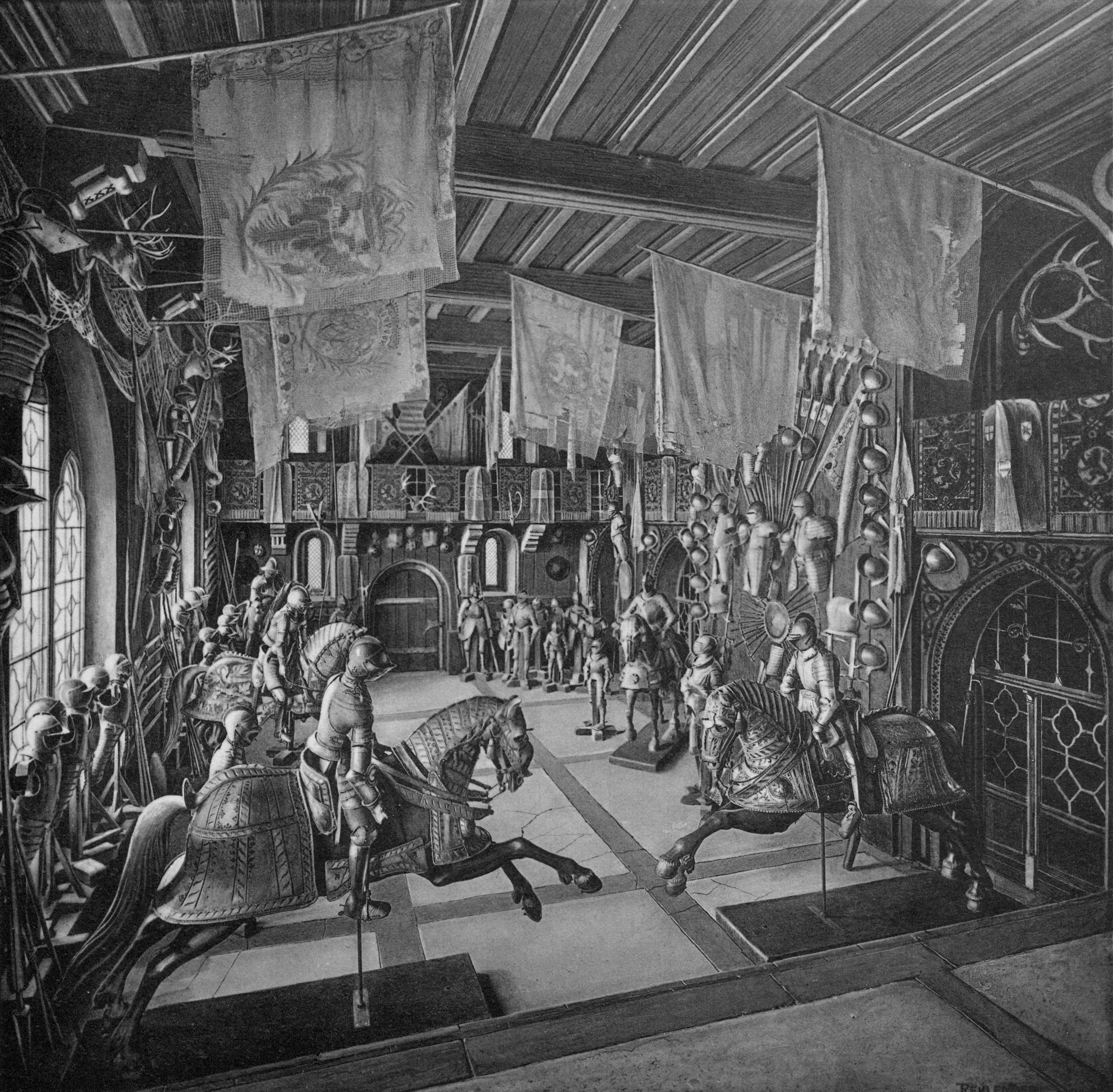
Die Rüstkammer der Wartburg. Ansicht gegen Norden. (Titelbild aus Die Waffen der Wartburg.)

Seit dem Mittelalter existierten auf der Wartburg bei Eisenach verschiedene Räume zur Lagerung und Aufbewahrung der für die Verteidigung der Burg im Fall einer Belagerung erforderlichen Waffen und Rüstungen sowie für die Bewaffnung der auf der Burg dienenden Ritter und Knechte.
Eine dritte Gruppe umfasste die für den Turnierkampf angeschafften Waffen und Harnische sowie eine Sammlung von Kriegstrophäen aus dem Besitz der Thüringer Landgrafen.
Mit dem raschen Wandel der Kriegsführung und Militärtechnik nach Einführung der Feuerwaffen wurden die Waffenkammern um spezielle Räume für die Lagerung von Schießpulver und Granaten ergänzt, der Südturm der Burg wurde so zum „Pulverturm“. Im frühen 16. Jahrhundert führte die wachsende Türkengefahr auch im Kurfürstentum Sachsen zur Reorganisation der Landesverteidigung. Es wurden Landwehren angelegt, die Stadtbefestigungsanlagen und wichtige Burgen wurden aufwendig modernisiert. Der in einem Kellerraum der Burgvogtei befindliche Pferdestall des Burgvogtes wurde unter Anleitung von Baumeister Nickel Gromann als provisorisches Waffenarsenal – in der Folge als „Zeughaus“ bezeichnet – umgebaut. Ein 1552 bei der Bauübergabe angefertigtes Waffen-Inventar nennt unter anderem die Bestände an Feuerkugeln, Pechkränzen, Spießen mit Eisen, Helmbarden und Sturmkolben. Zudem seien noch 30 Stellplätze für Pferde in der Burg vorhanden. Die militärische Besatzung der Wartburg hatte für die ständige Einsatzbereitschaft der Waffen und Ausrüstungen zu sorgen, als „Büchsenmeister und Thorwart“ wurde 1566 Matthes Stuzer von der Gothaer Festung Grimmenstein auf die Wartburg abkommandiert, er war der erste amtliche Verwalter der militärischen Bestände auf der Burg und war dem Burgvogt unterstellt.
Während der Renaissance-Zeit entstanden an den europäischen Fürstenhöfen umfangreiche Sammlungen an Prunkwaffen. Diese wertvollen Objekte wurden auch im Weimarer Herzoghaus in großer Zahl gesammelt. 1801 befahl Herzog Carl August von Sachsen-Weimar-Eisenach (1757–1828), aus dem aufgelösten Zeughaus in Weimar „die Harnische sowohl für Mann als Pferd“ auf die Wartburg zu bringen. Ein Verzeichnis von 1824 enthält: Falkonette, Fahnen und Standarten, Kanonen, Gewehre mit altdeutschen und Lunten-Schlössern, Ritterrüstungen, Sturmhauben, Pferdeharnische und Pulverhörner. Ab 1838 wurden Teile der Sammlung im Landgrafenzimmer und Sängersaal ausgestellt. 1841 wurde Bernhard von Arnswald Kommandant der Wartburg. Er stellte sich die Lebensaufgabe der Instandsetzung und Erhaltung der wertvollen Waffen. Außerdem sorgte er dafür, dass beim Neubau der Dirnitz durch Hugo von Ritgen ein repräsentativer, über zwei Geschosse sich erstreckender Saal mit hohen Fenstern, Holztäfelung, Estrade, Galerie und Heizung zur Aufnahme der prächtigen Großherzoglichen Waffensammlung entstand. 1867 wurde dieser Saal eingeweiht. Hermann von Arnswald, ein Bruder von Bernhard, setzte als nachfolgender Kommandant der Wartburg dessen Werk fort. Ihm folgte 1894 Hans Lucas von Cranach, der die Waffensammlung wissenschaftlich bearbeitete und fotografisch dokumentierte. Seine Bilder waren Grundlage für das 1912 erschienene Standardwerk von Alfons Diener-Schönberg „Die Waffen der Wartburg“. Die Prunkharnische, Roßharnische, Turnierharnische, Feldharnische, Helme, Schilde, Büchsen, Armbrüste stammten aus der Zeit vom 12. Jahrhundert, mit Schwerpunkt 16. Jahrhundert, bis hin zum Küraß und Helm des Großherzogs Karl Alexander im 19. Jahrhundert. Auch ein Teil der insgesamt 70 Rüstungen konnte historischen Trägern zugeordnet werden, wie Kurfürst Friedrich dem Weisen, Friedrich dem Großmütigen und anderen Wettinern. Es handelte sich fast ausschließlich um deutsche Arbeiten, sie stammten teilweise aus berühmten Werkstätten in Nürnberg, Augsburg und Sachsen. Noch in den 1920er Jahren wurde die Sammlung der Rüstkammer durch Traditionsfahnen deutscher Regimenter ergänzt.
Hans Matschke, der damalige Direktor der Wartburg-Stiftung, schrieb 1990 zur Rüstkammer der Wartburg: „Am 8. Februar 1946 wurden diese Kunstwerke von ihrem Platz entfernt und außer Landes gebracht“. „Von Seiten der Wartburg-Stiftung gab es in der Vergangenheit immer wieder Versuche, den gegenwärtigen Standort der Rüstsammlung in Erfahrung zu bringen“. „So ist es erst jetzt (1990) möglich, mit unserem Anliegen in die Weltöffentlichkeit zu treten und mit allen zu Gebote stehenden Mitteln nach der Rüstsammlung der Wartburg zu fahnden“. „Ziel ist es, den Gästen der Wartburg eines Tages die Rüstsammlung an angestammter Stelle und in alter Pracht präsentieren zu können“. Nach Lage der Dinge hat die Trophäenkommission der Roten Armee die wertvolle Waffensammlung als Beutekunst konfisziert und in die Sowjetunion verbracht.
Heute ist die ehemalige Großherzogliche Rüstkammer auf der Wartburg weitgehend vergessen und wird auch in Publikationen über die Wartburg kaum noch erwähnt.